# Giuseppe Doria
Giuseppe Doria (Venezia, 28 luglio 1895 – Padova, 16 dicembre 1937) è stato un calciatore italiano, di ruolo difensore.

## Carriera
Gioca con il Padova una stagione  in Prima Categoria disputando in totale 8 partite. Debutta il 5 aprile 1914 in Hellas Verona-Padova (3-3). Gioca la sua ultima partita con i biancoscudati il 1º novembre 1914 nel derby Padova-Petrarca (2-0).